# Rivière Angle
Rivière Angle är ett vattendrag i Kanada.   Det ligger i provinsen Québec, i den sydöstra delen av landet, 600 km norr om huvudstaden Ottawa. Rivière Angle ligger vid sjöarna  Lac Serge och Lac Sirois.
I omgivningarna runt Rivière Angle växer i huvudsak barrskog. Trakten runt Rivière Angle är nära nog obefolkad, med mindre än två invånare per kvadratkilometer.